# Ministerio Federal de Trabajo y Asuntos Sociales (Alemania)
El Ministerio Federal de Trabajo y Asuntos Sociales (en alemán: Bundesministerium für Arbeit und Soziales, abreviado BMAS) es un departamento ministerial de la República Federal de Alemania, perteneciente al Gobierno federal de Alemania (Bundesregierung). Su sede principal se encuentra en Berlín, aunque cuenta con una segunda delegación en Bonn.

## Historia
El Ministerio de Trabajo de la República de Weimar se estableció el 13 de febrero de 1919 como el sucesor de la Oficina del Trabajo (Reichsarbeitsamt) del Imperio Alemán. El socialdemócrata Gustav Bauer se convirtió en el primer ministro de Trabajo bajo el gobierno del Canciller Philipp Scheidemann, a quien sucedió el 21 de junio del mismo año. En enero de 1933, el político nacionalista y líder de los Cascos de Acero Franz Seldte fue nombrado Ministro de Trabajo en el gabinete Hitler, un cargo que ocupó oficialmente hasta 1945, aunque sin poder real.
El Ministerio de Trabajo de Alemania Occidental fue establecido con sede en Bonn el 20 de septiembre de 1949 durante el primer gobierno de Konrad Adenauer. En 2000 se trasladó a su actual sede en el distrito de Berlín-Mitte, en las oficinas anteriormente utilizadas por el Ministerio de Propaganda de Joseph Goebbels y el Frente Nacional de la Alemania Democrática.
Durante el segundo gobierno Schröder (2002-2005), el ministerio fue disuelto y sus responsabilidades repartidas entre el Ministerio Federal de Economía y Trabajo y el Ministerio Federal de Salud y Seguridad Social. Las responsabilidades fueron reasignadas una vez más cuando un nuevo gobierno se formó bajo la canciller Angela Merkel tras las elecciones federales de 2005. El nombre alemán fue cambiado de Bundesministerium für Arbeit und Sozialordnung a Bundesministerium für Arbeit und Soziales. La actual titular es Bärbel Bas.